# 1ª Divisão 1957 (hockey su pista)
La 1ª Divisão 1957 è stata la 19ª edizione del torneo di primo livello del campionato portoghese di hockey su pista. La manifestazione fu disputata tra il 25 giugno 1957 e il 10 marzo 1958. 
Il titolo è stato conquistato dallo Sport Lisboa e Benfica per la quarta volta nella sua storia.

## Stagione

### Formula
La 1ª Divisão 1957 vide ai nastri di partenza venti club divisi in due gironi; ogni girone fu organizzato con un girone all'italiana, con gare di andata e ritorno. Erano assegnati tre punti per l'incontro vinto e due punti a testa per l'incontro pareggiato, mentre ne era attribuito uno solo per la sconfitta. Al termine della prima fase le prime quattro squadre di ogni gruppo si qualificarono alla fase finale; la vincitrice venne proclamata campione del Portogallo. 

## Prima fase

### Regional do Norte
|  | Pos. | Squadra                  | Pt | G  | V  | N | P  | GF | GS  | DR  |
|  | ---- | ------------------------ | -- | -- | -- | - | -- | -- | --- | --- |
|  | 1.   | Infante de Sagres        | 49 | 18 | 13 | 5 | 0  | 91 | 31  | +60 |
|  | 2.   | Estrela                  | 42 | 18 | 10 | 4 | 4  | 93 | 42  | +51 |
|  | 3.   | Porto                    | 42 | 18 | 10 | 4 | 4  | 89 | 41  | +48 |
|  | 4.   | Académico Cambra         | 42 | 18 | 11 | 2 | 5  | 87 | 47  | +40 |
|  | 5.   | Carvalhos                | 39 | 18 | 9  | 3 | 6  | 62 | 52  | +10 |
|  | 6.   | Educação Fisica Do Norte | 38 | 18 | 9  | 2 | 7  | 51 | 63  | -12 |
|  | 7.   | Sanjoanense              | 36 | 18 | 8  | 2 | 8  | 79 | 79  | 0   |
|  | 8.   | Escola Livre             | 29 | 18 | 4  | 3 | 11 | 57 | 98  | -41 |
|  | 9.   | Paco de Rei              | 22 | 18 | 1  | 2 | 15 | 30 | 98  | -68 |
|  | 10.  | Espinho                  | 21 | 18 | 1  | 1 | 16 | 33 | 121 | -88 |

Legenda:
  Qualificato alla fase finale.
      Retrocesso in 2ª Divisão 1958.
Note:
Tre punti a vittoria, due a pareggio, uno a sconfitta.

### Regional do Sul
|       | Pos. | Squadra          | Pt | G  | V  | N | P  | GF | GS | DR  |
| ----- | ---- | ---------------- | -- | -- | -- | - | -- | -- | -- | --- |
|       | 1.   | Sintra           | 46 | 18 | 13 | 2 | 3  | 64 | 42 | +22 |
|       | 2.   | Benfica          | 43 | 18 | 12 | 1 | 5  | 81 | 49 | +32 |
|       | 3.   | Cascais          | 40 | 18 | 9  | 4 | 5  | 63 | 55 | +8  |
|       | 4.   | Campo de Ourique | 39 | 18 | 9  | 3 | 6  | 67 | 46 | +21 |
| [ 1 ] | 5.   | Paço de Arcos    | 37 | 18 | 9  | 1 | 8  | 63 | 59 | +4  |
|       | 6.   | Oeiras           | 35 | 18 | 7  | 3 | 8  | 42 | 58 | -16 |
|       | 7.   | Mundet           | 34 | 18 | 5  | 6 | 7  | 52 | 56 | -4  |
|       | 8.   | CF Benfica       | 33 | 18 | 5  | 5 | 8  | 57 | 59 | -2  |
|       | 9.   | Parede           | 30 | 18 | 4  | 4 | 10 | 48 | 53 | -5  |
|       | 10.  | CUF Barreiro     | 23 | 18 | 2  | 1 | 15 | 34 | 94 | -60 |

Legenda:
  Qualificato alla fase finale.
      Retrocesso in 2ª Divisão 1958.
Note:
Tre punti a vittoria, due a pareggio, uno a sconfitta.

## Fase finale

### Classifica
|  | Pos. | Squadra           | Pt | G  | V  | N | P  | GF  | GS | DR  |
|  | ---- | ----------------- | -- | -- | -- | - | -- | --- | -- | --- |
|  | 1.   | Benfica           | 38 | 14 | 11 | 2 | 1  | 101 | 32 | +69 |
|  | 2.   | Paço de Arcos     | 33 | 14 | 9  | 1 | 4  | 57  | 43 | +14 |
|  | 3.   | Cascais           | 33 | 14 | 8  | 3 | 3  | 42  | 46 | -4  |
|  | 4.   | Sintra            | 30 | 14 | 7  | 2 | 5  | 54  | 45 | +9  |
|  | 5.   | Estrela           | 26 | 14 | 5  | 2 | 7  | 36  | 41 | -5  |
|  | 6.   | Infante de Sagres | 23 | 14 | 2  | 5 | 7  | 31  | 53 | -22 |
|  | 7.   | Porto             | 21 | 14 | 3  | 1 | 10 | 24  | 45 | -21 |
|  | 8.   | Académico Cambra  | 20 | 14 | 3  | 0 | 11 | 29  | 69 | -40 |

Legenda:
      Campione di Portogallo.
Note:
Tre punti a vittoria, due a pareggio, uno a sconfitta.

### Risultati
| Andata (1ª) | Andata (1ª) | Prima giornata            | Ritorno (8ª) | Ritorno (8ª) |
|             |             |                           |              |              |
| 6 feb.      | 3-4         | Sintra-Cascais            | 2-5          | 27 feb.      |
| 6 feb.      | 4-6         | Paço de Arcos-Benfica     | 3-9          | 27 feb.      |
| 6 feb.      | 4-3         | Academico-Porto           | 0-1          | 27 feb.      |
| 6 feb.      | 2-2         | Infante de Sagres-Estrela | 0-2          | 27 feb.      |

| Andata (2ª) | Andata (2ª) | Seconda giornata        | Ritorno (9ª) | Ritorno (9ª) |
|             |             |                         |              |              |
| 11 feb.     | 11-2        | Benfica-Cascais         | 8-2          | 1º mar.      |
| 11 feb.     | 6-5         | Paço de Arcos-Sintra    | 6-1          | 1º mar.      |
| 11 feb.     | 5-3         | Academico-Estrela       | 4-5          | 4 mar.       |
| 11 feb.     | 2-1         | Infante de Sagres-Porto | 2-2          | 4 mar.       |

| Andata (3ª) | Andata (3ª) | Terza giornata              | Ritorno (10ª) | Ritorno (10ª) |
|             |             |                             |               |               |
| 13 feb.     | 4-4         | Paço de Arcos-Cascais       | 0-2           | 4 mar.        |
| 13 feb.     | 2-2         | Sintra-Benfica              | 5-5           | 4 mar.        |
| 13 feb.     | 4-1         | Infante de Sagres-Academico | 3-4           | 5 mar.        |
| 13 feb.     | 3-1         | Porto-Estrela               | 1-2           | 5 mar.        |

| Andata (4ª) | Andata (4ª) | Quarta giornata           | Ritorno (11ª) | Ritorno (11ª) |
|             |             |                           |               |               |
| 22 feb.     | 11-2        | Academico-Paço de Arcos   | 4-6           | 8 mar.        |
| 22 feb.     | 3-3         | Infante de Sagres-Cascais | 3-3           | 8 mar.        |
| 22 feb.     | 3-5         | Estrela-Sintra            | 3-2           | 8 mar.        |
| 22 feb.     | 1-6         | Porto-Benfica             | 2-12          | 8 mar.        |

| Andata (5ª) | Andata (5ª) | Quinta giornata                 | Ritorno (12ª) | Ritorno (12ª) |
|             |             |                                 |               |               |
| 23 feb.     | 1-2         | Estrela-Benfica                 | 3-3           | 9 mar.        |
| 23 feb.     | 1-2         | Academico-Cascais               | 2-4           | 9 mar.        |
| 23 feb.     | 1-3         | Porto-Sintra                    | 2-3           | 9 mar.        |
| 23 feb.     | 2-4         | Infante de Sagres-Paço de Arcos | 0-6           | 9 mar.        |

| Andata (6ª) | Andata (6ª) | Sesta giornata            | Ritorno (13ª) | Ritorno (13ª) |
|             |             |                           |               |               |
| 23 feb.     | 1-7         | Infante de Sagres-Benfica | 3-8           | 9 mar.        |
| 23 feb.     | 2-5         | Estrela-Paço de Arcos     | 2-3           | 9 mar.        |
| 23 feb.     | 1-2         | Porto-Cascais             | 1-3           | 9 mar.        |
| 23 feb.     | 1-7         | Academico-Sintra          | 3-6           | 9 mar.        |

| \| Andata (7ª) \| Andata (7ª) \| Settima giornata \| Ritorno (14ª) \| Ritorno (14ª) \| \| \| \| \| \| \| \| 24 feb. \| 5-1 \| Estrela-Cascais \| 2-5 \| 10 mar. \| \| 24 feb. \| 1-0 \| Porto-Paço de Arcos \| 4-5 \| 10 mar. \| \| 24 feb. \| 3-8 \| Infante de Sagres-Sintra \| 2-2 \| 10 mar. \| \| 24 feb. \| 1-12 \| Academico-Benfica \| 2-11 \| 10 mar. \| |             |                          |               |               |
| Andata (7ª) | Andata (7ª) | Settima giornata         | Ritorno (14ª) | Ritorno (14ª) |
| |             |                          |               |               |
| 24 feb. | 5-1         | Estrela-Cascais          | 2-5           | 10 mar.       |
| 24 feb. | 1-0         | Porto-Paço de Arcos      | 4-5           | 10 mar.       |
| 24 feb. | 3-8         | Infante de Sagres-Sintra | 2-2           | 10 mar.       |
| 24 feb. | 1-12        | Academico-Benfica        | 2-11          | 10 mar.       |